# Les Nouvelles Liaisons dangereuses
Les Nouvelles Liaisons dangereuses, Roman de mœurs modernes est un roman de Marcel Barrière publié en 1925.